# Aurora Huerga Barquin
Aurora Huerga Barquin (Cillero de Toranzo, Cantàbria, 11 de novembre de 1957) és una sindicalista càntabra que ha exercit com a tal al Baix Llobregat.
L'any 1971 Antona Huerga es traslladà, des de la seva terra natal a Cantàbria, fins a Catalunya, a Sant Feliu de Llobregat, on inicià la seva vida laboral, compaginant-la amb els estudis. El 1975 es convertí en delegada en el comitè d’empresa de Legrain per Comissions Obreres (CCOO). Començà a exercir com a sindicalista al Baix Llobregat el 1989, on va ocupar la Secretaria de Organització l'any 1990 i posteriorment, el 2000, fou escollida secretària general de Comissions Obreres del Baix Llobregat, càrrec que va ocupar entre els anys 2000 i 2008. Del 2009 al 2011 també va ser secretaria de Medi Ambient i Polítiques Socials de Comissions Obreres de Catalunya. El 2011 va ocupar la Secretaria General de la Federació d'Activitats Diverses i el 2017 va ser escollida secretària general de la Federació de Construcció, un càrrec que fins aleshores mai no havia ocupat una dona.
El gener de l'any 2023 Aurora Huerga va participar en la inauguració a Sant Feliu de Llobregat de l'"Edifici Adela Barquín", anomenat així en memòria de la seva mare, Adela Barquín Cobo, també una activista destacada. A més a més, el novembre d'aquest mateix any, dins de l'edifici es va crear també un espai de reflexions, dedicat a honorar a dones pioneres.